# Булавки (река)
Булавки — река в России, протекает по Липецкой области. Старое название Булавочная Ряса. Устье реки находится в 20 км по правому берегу реки Ягодная Ряса. Длина реки составляет 13 км, площадь водосборного бассейна 90,2 км². У села Журавинки образует водохранилище.

## Данные водного реестра
По данным государственного водного реестра России относится к Донскому бассейновому округу, водохозяйственный участок реки — Воронеж от истока до города Липецк, без реки Матыра, речной подбассейн реки — бассейны притоков Дона до впадения Хопра. Речной бассейн реки — Дон (российская часть бассейна).
Код объекта в государственном водном реестре — 05010100512107000002689.

## Топографические карты
- Лист карты N-37-104 Чаплыгин. Масштаб: 1 : 100 000. Состояние местности на 1990 год. Издание 1995 г.